# Rennrodel-Amerika-Pazifikmeisterschaften 2011
Die Rennrodel-Amerika-Pazifikmeisterschaften 2011 waren die erste Austragung der kontinentalen Amerika-Pazifikmeisterschaften. Sie wurden vom 16. bis 17. Dezember 2011 im Rahmen des 3. Weltcuprennens der Saison 2011/12 auf der Bob- und Rennschlittenbahn im Canada Olympic Park in Calgary, Kanada ausgetragen. Es gab Wettbewerbe in den Einsitzern für Männer und Frauen und dem Doppelsitzer. Alle Wettbewerbe wurden in zwei Läufen entschieden, für die Wertung dienten die Ergebnisse der Weltcuprennen in den entsprechenden Disziplinen.
Die Titel gingen im Einsitzer der Frauen an die Kanadierin Alex Gough, im Einsitzer der Männer an dem Kanadier Samuel Edney und die im Doppelsitzer an die US-Amerikaner Matthew Mortensen und Preston Griffall.

## Einsitzer der Frauen

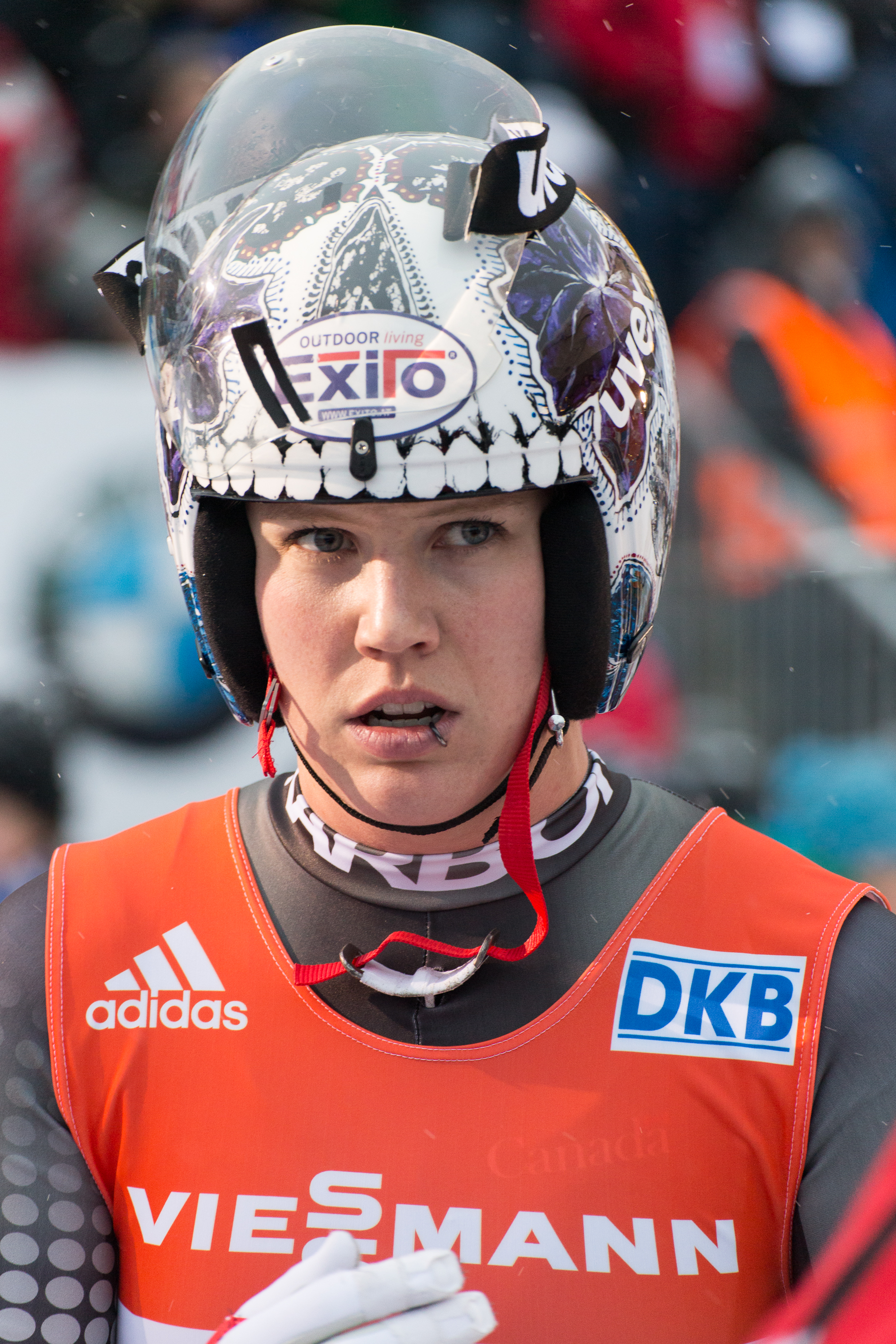
Alex Gough, Gewinnerin im Frauen-Einsitzer

| Platz | Sportlerin      | Laufzeiten          | Zeit             |
| ----- | --------------- | ------------------- | ---------------- |
| 01    | Alex Gough      | 047,153 s 047,059 s | 1:34,212 Minuten |
| 02    | Kimberley McRae | 047,746 s 047,763 s | 1:+1,297 s       |
| 03    | Dayna Clay      | 047,727 s 047,923 s | 1:+1,438 s       |
| 04    | Emily Sweeney   | 047,707 s 048,125 s | 1:+1,620 s       |
| 05    | Erin Hamlin     | 049,960 s 047,333 s | 1:+3,081 s       |
| 06    | Ashley Walden   | 050,567 s 047,983 s | 1:+4,338 s       |
| 07    | Kate Hansen     | 054,544 s 050,091 s | +10,423 s        |
| 08    | Arianne Jones   | 100,502 s 049,187 s | +55,477 s        |

Datum: 17. Dezember
Den Titel im Frauen-Einsitzer konnte sich die Kanadierin Alex Gough vor ihren Landsfrauen Kimberley McRae und Dayna Clay sichern. Gough siegte auch im Weltcuprennen, hier vor Tatjana Hüfner und Tatjana Iwanowna Iwanowa. McRae erzielte dort Rang 7, Clay fuhr auf Rang 8. Emily Sweeney (12. im Weltcuprennen) sicherte sich als beste US-Amerikanerin den vierten Platz vor ihren Landsfrauen Erin Hamlin (16. im Weltcuprennen), Ashley Walden (19. im Weltcuprennen) und Kate Hansen (20. im Weltcuprennen). Lokalmatadorin Arianne Jones wurde nach einem schweren Fahrfehler im ersten Lauf Achte und somit Letzte der Amerika-Pazifik-Wertung, das Weltcuprennen hatte sie als 22. und somit letzte ins Ziel gekommene Fahrerin beendet. Außer Gough, Hamlin und Jones, die der Gesetztengruppe angehörten, mussten sich alle Fahrerinnen (McRae, Clay, Sweeney, Walden, Hansen) über den Nationencup für das Wertungsrennen qualifizieren.

## Einsitzer der Männer

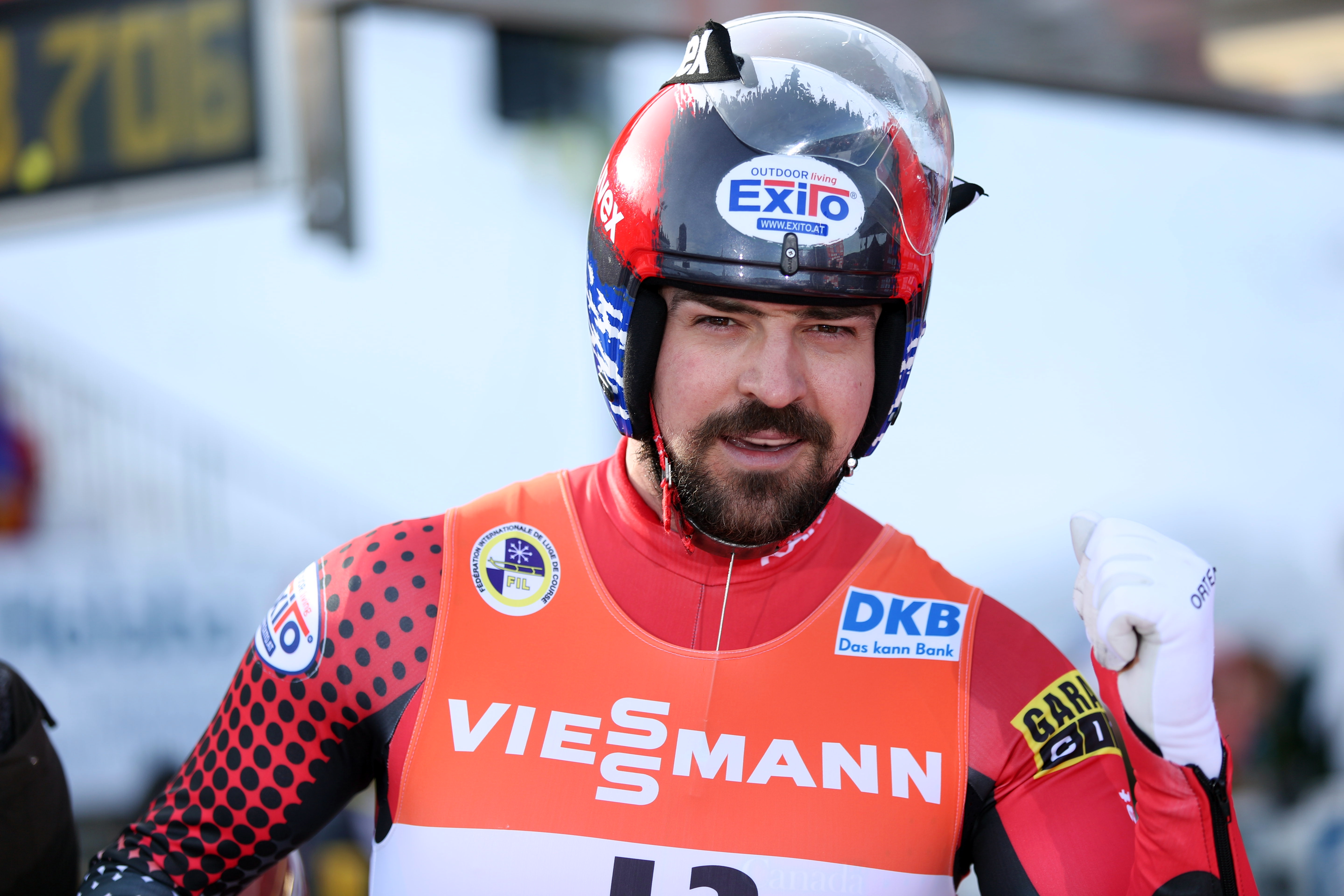
Samuel Edney, Gewinner im Männer-Einsitzer

| Platz | Sportler        | Laufzeiten        | Zeit             |
| ----- | --------------- | ----------------- | ---------------- |
| 01    | Samuel Edney    | 45,064 s 44,908 s | 1:29,972 Minuten |
| 02    | Isaac Underwood | 46,414 s 45,867 s | 1:+2,309 s       |
| 03    | Bruno Banani    | 46,534 s 45,869 s | 1:+2,431 s       |
| 04    | Taylor Morris   | 46,218 s 46,231 s | 1:+2,477 s       |
| 05    | Trent Matheson  | 46,366 s 46,389 s | 1:+2,783 s       |

Datum: 17. Dezember
Amerika-Pazifikmeister wurde der Kanadier Samuel Edney vor dem US-Amerikaner Isaac Underwood und Bruno Banani aus Tonga. Im Weltcuprennen fuhr Edney auf Rang 9, Underwood auf 25 direkt vor Banani. Morris (27. im Weltcuprennen) und Matheson (28. im Weltcuprennen) folgten auf den weiteren Rängen in der Amerika-Pazifik-Wertung. Während Edney bereits für das Wertungsrennen gesetzt war, mussten sich Underwood, Banani, Morris und Matheson über den Nationencup für dieses Wertungsrennen qualifizieren.

## Doppelsitzer

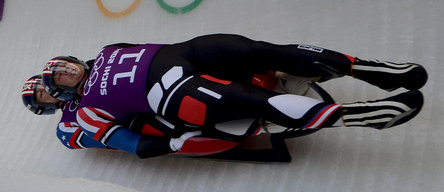
Matthew Mortensen und Preston Griffall, Gewinner im Doppelsitzer

| Platz | Sportler                           | Laufzeiten        | Zeit             |
| ----- | ---------------------------------- | ----------------- | ---------------- |
| 01    | Matthew Mortensen/Preston Griffall | 44,016 s 43,903 s | 1:27,919 Minuten |
| 02    | Tristan Walker/Justin Snith        | 43,993 s 43,931 s | 1:+0,005 s       |
| 03    | Christian Niccum/Jayson Terdiman   | 44,001 s 44,109 s | 1:+0,191 s       |
| 04    | Jacob Hyrns/Andrew Sherk           | 44,062 s 45,685 s | 1:+1,828 s       |

Datum: 17. Dezember
Es nahmen vier Doppelsitzerpaare an dem Wettbewerb teil, zu dem sich Mortensen/Griffall und Walker/Snith nicht über den Nationencup qualifizieren mussten, da sie der Gesetztengruppe des Weltcups angehörten. Den Titel der Amerika-Pazifikmeisterschaft sicherten sich die US-Amerikaner Matthew Mortensen und Preston Griffall, vor den Kanadiern Tristan Walker und Justin Snith sowie ihren Teamkollegen Christian Niccum und Jayson Terdiman. Im regulären Weltcuprennen kamen die Sieger Mortensen/Terdiman auf Rang 5, Walker/Snith fuhren direkt dahinter auf den sechsten Rang, das Doppelsitzerpaar Niccum/Terdiman auf Rang 8. Außerhalb der Medaillenplätze fuhren Jacob Hyrns und Andrew Sherk auf den vierten Platz (17. im Weltcuprennen).

## Medaillenspiegel
| Platz | Land               | Gold | Silber | Bronze | Gesamt |
| ----- | ------------------ | ---- | ------ | ------ | ------ |
| 1     | Kanada             | 2    | 2      | 1      | 5      |
| 2     | Vereinigte Staaten | 1    | 1      | 1      | 3      |
| 3     | Tonga              | 0    | 0      | 1      | 1      |